# Salem (roman)
Pour les articles homonymes, voir Salem.
Salem (titre original : 'Salem's Lot) est un roman d'horreur écrit par Stephen King et publié en 1975. C'est son deuxième roman à avoir été publié. L'histoire est celle d'un écrivain qui retourne dans sa ville natale, Salem, découvrant qu'un vampire y a élu domicile, et décide de le combattre avec l'aide de quelques autres habitants de la ville. Le roman a été adapté deux fois sous forme de téléfilms et a été nommé au prix World Fantasy en 1976.
En 2005, une édition de luxe du roman a été publiée. Elle est illustrée par des photographies en noir et blanc de Jerry Uelsmann et comprend en annexes des passages inédits du livre ainsi que deux nouvelles, précédemment publiées dans le recueil Danse macabre, liées à la ville de Salem.
Il est classé à la quatrième place des romans favoris des lecteurs de Stephen King lors d'un sondage organisé par le magazine Rolling Stone en 2014.

## Résumé
Jerusalem's Lot (parfois raccourcie en Salem) est une petite bourgade banale du Maine. Hormis l'étrange Marsten House, située sur la colline, rien d'extraordinaire ne se déroule à Salem. Cette grande demeure est inhabitée depuis le suicide de son occupant, un homme étrange et connu pour être un tueur, Hubert Marsten. L'écrivain Ben Mears, qui a cru voir le fantôme d'Hubert Marsten quand il était enfant, revient à Salem dans le but d'écrire un livre sur la maison. Il veut alors la louer, mais découvre qu'elle a été récemment achetée par deux antiquaires, Straker et Barlow. Ces derniers viennent par ailleurs d'ouvrir une boutique en ville (seul Straker a été vu jusqu'à présent). Ben commence à nouer une relation sentimentale avec la jeune Susan Norton dont la mère a entendu des ragots circulant sur l'écrivain. Il se lie également d'amitié avec Matt Burke, un professeur du lycée. C'est alors que le jeune Ralphie Glick, parti un soir avec son frère, disparaît. Malgré les battues effectuées sans relâche par les habitants, il ne peut être retrouvé et bientôt son frère aîné, Danny, tombe gravement malade, et meurt sans que sa maladie ne puisse être diagnostiquée. 
Peu après l'enterrement de Danny, Matt Burke recueille Mike Ryerson, un ancien élève qui travaillait comme fossoyeur lors de la cérémonie. Très mal en point, Mike semble également gravement choqué, si bien que Matt lui propose de dormir chez lui. Pendant la nuit, il entend pourtant Mike inviter une personne à entrer, et au matin, le retrouve mort à son tour. La nuit suivante, Matt est attaqué par Ryerson et, bien qu'arrivant à le repousser, fait une attaque cardiaque. Il est emmené à l'hôpital, tandis que Ben est agressé par l'ancien ami de Susan, Floyd Tibbits, dissimulé sous de lourds vêtements d'hiver en dépit de la chaleur. Les deux amis se persuadent alors que des vampires sont la cause des morts étranges qui frappent la ville, et que Straker et Barlow pourraient en être l'origine. Mark Petrie, un jeune garçon de 12 ans, a, de son côté, l'horrible surprise de voir Danny Glick frapper une nuit à sa fenêtre et lui demander de le faire entrer. Saisissant une petite croix, il trouve le courage de l'appliquer sur la joue du vampire ce qui fait reculer celui-ci, et sauve Mark du même coup.
Alors que de plus en plus d'habitants de la ville sont infectés, Mark décide de se rendre à Marsten House et rencontre Susan, qui a eu la même idée. Mais ils sont tous les deux capturés par Straker, qui ligote Mark et offre Susan à son maître. Mark parvient cependant à assommer Straker et à s'enfuir sans pouvoir empêcher la transformation de Susan en vampire. Il prévient Ben Mears de ce qui est arrivé et fait appel au père Callahan pour qu'il leur apporte l'aide de l’Église. Ben et son groupe se rendent alors à Marsten House dans le but de tuer Barlow. Ils arrivent trop tard pour lui, mais Ben se voit à la place contraint de planter un pieu dans le cœur de Susan. Furieux de la mort de son serviteur Straker, Barlow se venge le soir même en tuant les parents de Mark devant ses yeux, et remporte la lutte de pouvoir qui l'oppose au père Callahan. Il fait alors boire son propre sang au prêtre qui, souillé, ne peut plus pénétrer dans son église et se trouve contraint à fuir la ville. 
Le petit groupe de résistants recherche alors la nouvelle cachette diurne de Barlow, mais Jim Cody, le médecin témoin de la mort et de la résurrection de plusieurs cadavres, tombe dans un piège élaboré par le vampire et meurt empalé sur des couteaux. Presque au même moment, à l'hôpital, Matt succombe à une nouvelle attaque cardiaque. Ben et Mark, désormais seuls survivants du groupe, parviennent à dénicher le repaire de Barlow sous la pension de famille où résidait Ben, et à le tuer in extremis avant le coucher du soleil. Désormais infestée par les vampires, la ville de Salem est perdue, et les deux survivants n'ont d'autre choix que de partir pour le Mexique. Un an passe avant qu'ils ne retournent à Salem, devenue entre-temps une ville fantôme. Ils incendient alors la ville et privent du même coup les vampires de leurs refuges.

## Personnages principaux
Ben Mears : Personnage principal du roman, Ben Mears est un écrivain ayant vécu à Salem, chez sa tante, pendant quelques années durant son enfance. Ben Mears est un homme complexe, tiraillé par ses propres démons (la mort brutale de son épouse) et qui retourne en réalité à Salem pour tenter de les exorciser. Témoin d'une vision du suicide d'Hubert Marsten à la suite d'un pari avec ses camarades quand il était enfant, Ben est hanté par le souvenir de cette nuit traumatisante. La méfiance des habitants de Salem à son égard ne l'empêche pas de se lier d'affection pour Susan Norton, et d'amitié avec Matt Burke (soutiens qui lui seront d'autant plus indispensables quand des disparitions inquiétantes viennent peu à peu frapper la petite ville).
Mark Petrie : Jeune garçon de douze ans malingre mais intelligent, Mark Petrie comprend vite la nature du fléau qui s'abat peu à peu sur Salem. Camarade de Danny Glick, transformé en vampire peu de temps après l'installation de Straker et Barlow à Marsten House, il a l'affreuse surprise de le voir une nuit toquer à sa fenêtre et l'inviter à le laisser entrer. Faisant preuve d'un courage inattendu, Mark Petrie réussit à dissimuler un crucifix dans sa main avant de le plaquer contre la joue du vampire ce qui provoque chez ce dernier une réaction pour le moins épidermique, et le force à fuir. Le jeune garçon s'investit très tôt dans la résistance aux côtés de Ben Mears, Matt Burke et Susan Norton.
Matt Burke : Vieux professeur du lycée de Salem, Matt Burke est le stéréotype même du célibataire endurci. Témoin, au début passif et incrédule, de la maladie qui frappe progressivement les futurs vampires, sans qu'on ait pu diagnostiquer leur mal, Matt Burke se rend peu à peu à l'évidence que ce mal mystérieux a un lien avec la récente installation à Marsten House de Straker et Barlow et mène les recherches livresques qui aident Mears et son groupe à combattre les vampires.
Susan Norton : Jeune femme récemment diplômée de l'université mais qui cherche encore sa voie, Susan tombe en peu de temps sous le charme de Ben Mears, ce qui n'est pas pour plaire à sa mère, qui a entendu les ragots circulant sur le passé de l'écrivain. Susan et sa mère ont par ailleurs des relations conflictuelles mais elle s'entend en revanche très bien avec son père. Susan est témoin, comme le reste du groupe, du mal qui s'abat sur Salem mais elle est celle qui a le plus de mal à accepter l'existence des vampires. 
Kurt Barlow et Richard Straker  : se faisant passer pour des antiquaires, les deux associés ne sont autres qu'un seigneur vampire allemand très ancien et son serviteur mortel. Installés à Marsten House, maison au passé terrifiant qu'ils viennent d'acheter car Barlow connaissait son précédent propriétaire, Straker et Barlow sont la source du mal qui frappe la petite ville de Salem. Organisant la transformation progressive de la population en vampires, ils rencontrent des difficultés inattendues dans leur tâche, mis à mal par le petit groupe mené par Ben Mears.

## Genèse du roman
Stephen King n'a jamais caché que Salem était d'une certaine façon un pastiche littéraire de Dracula. Alors qu'il enseignait la littérature à des lycéens, King leur faisait étudier Dracula et fut surpris de voir à quel point ses élèves appréciaient le texte, qui avait gardé toute sa force. L'idée de savoir ce qui arriverait si le comte s'installait aux États-Unis à l'époque contemporaine commença à l'obséder, et il finit par décider qu'il choisirait d'avoir sa résidence dans une petite ville endormie plutôt que dans une grande métropole. Il commença alors à écrire le roman, dont le titre originel était Second Coming. Les comics d'horreur publiés par EC Comics, et plus particulièrement Tales from the Crypt, sont aussi une autre influence majeure reconnue par Stephen King.
La situation politique de l'époque a également beaucoup influé sur le roman, qui a été écrit pendant le scandale du Watergate. Tous les scandales politiques révélés à l'occasion de cette affaire provoquèrent une grande désillusion chez Stephen King, qui instilla dans son roman sa peur que le gouvernement américain n'ait infiltré tout le monde, ce qui relie Salem autant à L'Invasion des profanateurs de sépultures qu'à Dracula. Les romans Peyton Place, de Grace Metalious, pour l'ambiance régnant dans les petites villes où chacun essaie de cacher ses secrets, et Maison hantée, de Shirley Jackson, pour Marsten House, ont aussi inspiré l'écriture du livre. 

## Analyse
En 1987, Stephen King a révélé dans une interview que Salem était l'histoire qu'il avait écrite qu'il préférait, particulièrement pour tout ce qu'elle disait à propos des petites villes. Pour Jonathan P. Davis, dans Stephen's King America, Salem traite d'ailleurs moins des vampires que de la chute d'une communauté rurale. Et Tony Magistrale, dans The Moral Voyages of Stephen King, ajoute que la corruption de la ville de Jerusalem's Lot est devenue si totale que seul un gigantesque incendie peut la purifier à la fin du livre.
L'universitaire Michael R. Collings estime en 1995 que Salem est « le meilleur traitement d'une histoire traditionnelle de vampires depuis Dracula ». Il avance comme preuve le fait que dans les vingt années suivantes, aucun roman majeur sur les vampires n'a été écrit dans la voie traditionnelle, des écrivains comme Anne Rice, Whitley Strieber ou Robert McCammon cherchant au contraire à refondre totalement la tradition, signe que le genre est arrivé à son sommet. En recréant l'atmosphère du roman de Bram Stoker dans une petite communauté rurale des États-Unis des années 1970, Stephen King infuse « une vitalité nouvelle dans une tradition fatiguée ». Marsten House, corollaire du château de Dracula et de l'abbaye de Carfax, est le premier des « mauvais endroits » qui vont par la suite devenir l'une des caractéristiques de l'œuvre de King.

## Liens avec d'autres œuvres de Stephen King
Le père Callahan, qui est ici un personnage secondaire, apparaît à partir du cinquième tome de la saga de La Tour sombre, tenant un rôle important jusqu'au dernier volume. D'autre part, le roman lui-même est évoqué dans le cycle.
Les nouvelles Celui qui garde le ver et Un dernier pour la route, figurant toutes deux dans le recueil Danse macabre, ont toutes deux pour cadre Jerusalem's Lot. La première est un prologue de Salem et la seconde une suite.
Le personnage de Clyde Corliss, apparu dans ce roman, refera une apparition en 1983 dans L'Année du loup-garou où il sera la cinquième victime de la bête.

## Distinctions
Salem a été nommé au prix World Fantasy du meilleur roman 1976, devant s'incliner devant Le Jeune Homme, la Mort et le Temps de Richard Matheson.

## Adaptations audiovisuelles
Le roman a été adapté une première fois en 1979 avec un téléfilm de Tobe Hooper intitulé Les Vampires de Salem, avec David Soul dans le rôle de Ben Mears et James Mason dans celui de Straker. Les Enfants de Salem, un film sous forme de suite librement adaptée du roman, a été ensuite réalisé en 1987. Et une nouvelle version télévisée, Salem, réalisée par Mikael Salomon et comprenant une distribution d'acteurs renommés (Rob Lowe, Donald Sutherland, Samantha Mathis, Rutger Hauer, Andre Braugher et James Cromwell), a ensuite été diffusée en 2004. New Line Cinema produit une nouvelle adaptation. Le long métrage Salem sort en 2024.